# Knuckles (miniserie televisiva)
Knuckles è una miniserie televisiva statunitense creata da John Whittington e Toby Ascher per il servizio di streaming Paramount+, basata sulla serie di videogiochi Sonic the Hedgehog pubblicata da Sega. È uno spin-off della pellicola Sonic 2 - il film (2022), con protagonista il personaggio di Knuckles the Echidna (doppiato da Idris Elba), ed è la prima serie televisiva in live-action basata sulla serie cinematografica di Sonic. È basato sul videogioco Knuckles' Chaotix (1995), sull'OAV Sonic the Hedgehog (1996) e sulla serie a fumetti Knuckles the Echidna (1997-2000) per alcune parti della serie.

## Trama
Ambientato dopo gli eventi del secondo film live-action e prima del terzo, la serie segue Knuckles mentre addestra il vicesceriffo Wade Whipple nella via del grande guerriero Echidna.

## Episodi
| nº | Titolo originale | Titolo italiano                         | Pubblicazione USA | Pubblicazione Italia |
| -- | --- | --------------------------------------- | ----------------- | -------------------- |
| 1  | The Warrior | Il guerriero                            | 26 aprile 2024    | 27 aprile 2024       |
| 1  | Knuckles fa fatica ad adattarsi alla sua nuova vita a Green Hills.                                                         |                                         | 26 aprile 2024    | 27 aprile 2024       |
| 2  | Don't Ever Say I Wasn't There for You                                                                                      | Non dire che quando serve non ci sono   | 26 aprile 2024    | 27 aprile 2024       |
| 2  | Wade progetta un'incredibile missione di soccorso, mentre Knuckles affronta i suoi aguzzini.                               |                                         | 26 aprile 2024    | 27 aprile 2024       |
| 3  | The Shabbat Dinner | La Cena Shabbat                         | 26 aprile 2024    | 27 aprile 2024       |
| 3  | In fuga dalla legge, Knuckles e Wade si nascondono con la famiglia di Wade.                                                |                                         | 26 aprile 2024    | 27 aprile 2024       |
| 4  | The Flames of Disaster | La fiamma del disastro                  | 26 aprile 2024    | 27 aprile 2024       |
| 4  | Per capire la vera fonte della forza di Knuckles, Wade deve vedere il mondo attraverso i suoi occhi. Un episodio musicale. |                                         | 26 aprile 2024    | 27 aprile 2024       |
| 5  | Reno, Baby | Reno, Baby                              | 26 aprile 2024    | 27 aprile 2024       |
| 5  | Knuckles e Wade arrivano a Reno, Nevada, per il campionato nazionale di bowling.                                           |                                         | 26 aprile 2024    | 27 aprile 2024       |
| 6  | What Happens in Reno, Stays in Reno                                                                                        | Quello che succede a Reno, resta a Reno | 26 aprile 2024    | 27 aprile 2024       |
| 6  | L'amicizia tra Knuckles e Wade è messa alla prova quando vecchi e nuovi nemici convengono a Reno.                          |                                         | 26 aprile 2024    | 27 aprile 2024       |

## Produzione

### Sviluppo
Durante lo sviluppo di Sonic the Hedgehog 2 (2022), il team di produzione ha deciso di espandere il franchise cinematografico di Sonic the Hedgehog sviluppando una serie televisiva. I produttori hanno deciso di avere come protagonista il primo spin-off di Sonic, Knuckles the Echidna, perché avevano apprezzato l'interpretazione comica del personaggio nel film e perché volevano rendere omaggio al doppio lungometraggio Sonic the Hedgehog 3/Sonic & Knuckles, pubblicando la serie TV contemporaneamente a Sonic the Hedgehog 3 (2024). Entro febbraio 2022, è iniziato lo sviluppo di una serie di Sonic the Hedgehog incentrata su Knuckles, in uscita su Paramount+ nel 2023.
Nell'aprile 2023, John Whittington, co-sceneggiatore di Sonic the Hedgehog 2, è stato annunciato come sviluppatore e capo sceneggiatore della serie. Whittington è stato anche produttore esecutivo della serie insieme a Elba e ai creativi del franchise cinematografico di Sonic, Neal H. Moritz e Toby Ascher di Original Film, Jeff Fowler e Toru Nakahara. Paramount Pictures e Sega of America avrebbero svolto il ruolo di società di produzione della serie. Nel febbraio 2024, è stato riportato che Ascher era stato accreditato come co-sviluppatore insieme a Whittington e che aveva ricoperto il ruolo di showrunner della serie. I produttori hanno sviluppato la serie come se fosse un terzo film del franchise, sebbene i suoi limiti di budget dovuti al fatto di essere una serie televisiva abbiano comportato una minore presenza sullo schermo dei personaggi in CGI.

### Scrittura
La serie era in fase di scrittura già nell'aprile del 2022, con Whittington alla sceneggiatura insieme a Brian Schacter e James Madejski. Per la trama, gli sceneggiatori decisero di riutilizzare l'approccio della buddy comedy di Sonic the Hedgehog (2020), molto apprezzato dalla troupe. Invece di affidare a uno dei personaggi il ruolo di spalla del duo, gli sceneggiatori volevano che sia Knuckles che Wade fossero "jolly in una buddy comedy" per via del suo potenziale comico. Gli sceneggiatori volevano che la serie fosse un omaggio alle commedie degli anni '90 che Ascher guardava da bambino, in modo simile ai film di Sonic che traggono ispirazione da generi diversi. Tra le fonti di ispirazione per la trama della serie ci sono Happy Gilmore, Il grande Lebowski e Kingpin.
La serie è ambientata tra Sonic the Hedgehog 2 e Sonic the Hedgehog 3 (2024) e include easter egg per impostare gli eventi e la narrazione di quest'ultimo.

### Cast
Nel corso del 2023 è stato annunciato che assieme ad alcuni attori già apparsi nei film, avrebbero partecipato anche Christopher Lloyd, Stockard Channing, Paul Scheer e Rob Huebel.

## Colonna sonora
Al posto di Tom Holkenborg, che ha composto per i film di Sonic, Tom Howe, compositore di Early Man e Shrinking, è stato incaricato di comporre la musica per la serie. "The Warrior" degli Scandal appare come sigla di apertura della serie. Una colonna sonora per la serie è stata rilasciata il 26 aprile 2024.

## Distribuzione
La serie è stata pubblicata su Paramount+ il 26 aprile 2024, mentre in Italia il giorno successivo a causa del fuso orario.

## Omaggi e citazioni
- Il percorso a ostacoli all'inizio del primo episodio ha un sacco di elementi dei tipici livelli a piattaforme della serie videoludica, come il cartello rotante del traguardo. Essi tornano anche nel sogno di Wade in La fiamma del disastro.
- Il titolo del secondo episodio è riferito alla battuta di Mike Lowery (Will Smith) nel film Bad Boys di Michael Bay; la scena dove viene pronunciata è difatti visibile su uno schermo guardato da Wade.
- La stazione sciistica in cui Knuckles viene imprigionato si chiama Ice Cap,  palese riferimento alla Ice Cap Zone del videogioco Sonic The Hedgehog 3
- La chopper di Jack Sinclair potrebbe essere una citazione implicita alla Motoscura di Shadow.
- Il cappello da cowboy di Knuckles viene dall'OAV Sonic the Hedgehog (1996).
- Il robot dell'Acquirente somiglia al Phantom Egg (Sonic Mania, 2017) e l'Egg Walker (Sonic Adventure, 1998); in uno storyboard divulgato a gennaio 2024 si legge "BLACKARMSBATTLE" e anche se non vengono fatti nomi ufficiali, allude ai Black Arms (Shadow the Hedgehog, 2005).

## Accoglienza
L'aggregatore di recensioni Rotten Tomatoes ha riportato un indice di gradimento del 70% basato su 20 recensioni critiche, con una valutazione media di 6,1/10. Metacritic, che utilizza una media ponderata, ha assegnato un punteggio di 61 su 100 sulla base di 11 critici, indicando "recensioni generalmente favorevoli".
Meredith Coons di The A.V. L'AV Club ha assegnato alla serie una valutazione B. Ha elogiato le immagini, le performance, la commedia e la storia e ha concluso la sua recensione dicendo: "Ha anche un po' di cuore, il che è sempre positivo e, a differenza del suo pungente protagonista, non si prende troppo sul serio".
Ryan Leston di IGN ha assegnato alla serie un punteggio di 8 su 10. Rendy Jones di RogerEbert.com ha paragonato favorevolmente Knuckles ai film principali di Sonic per la sua scrittura, caratterizzazione e performance. 
Brian Lowry della CNN non ha particolarmente apprezzato la serie per la trama, il ritmo e i personaggi. Riteneva che la mancanza di Jim Carrey nei film di Sonic "per aiutare a portare il carico" portasse a un prodotto inferiore senza un pubblico target distinguibile in mente.